# Ano Internacional da Batata
O Ano Internacional da Batata (2008) foi declarado pela Resolução 60/191 da Assembleia Geral da Organização das Nações Unidas, de 22 de Dezembro de 2005. 
Sua organização dar-se-á pela FAO - órgão da ONU responsável - em colaboração com os governos, o Programa de Desenvolvimento da ONU, o Grupo Consultivo dos Centros de Pesquisas Agrícolas Internacionais e organizações privadas afeitas.
A Resolução assinala que "a batata é um alimento principal na dieta da população mundial"; visa "focalizar a atenção mundial no papel que a batata possa ter para prover a segurança alimentar junto às populações pobres". A resolução correspondente, adotada pela FAO em 25 de Dezembro de 2005, afirma haver "a necessidade de reacender a consciência pública da relação existente entre a pobreza, segurança alimentar, desnutrição e a contribuição potencial da batata para vencer a fome."
Espera-se que a nomeação deste Ano Internacional faça para a batata aquilo que o Ano Internacional do Arroz de 2004 fez para aquele cereal, isto é, provoque exposições, programas educacionais, filmes, publicações e maior consciência pública da necessidade do esforço internacional na solução dos problemas alimentares.